# Ara bleu
Cet article possède un paronyme, voir Arable.
Ara ararauna
Espèce
Statut de conservation UICN

 LC  : Préoccupation mineure
Statut CITES
L'Ara bleu (Ara ararauna), également appelé Ara bleu et jaune ou Ara ararauna, est un grand perroquet du genre Ara facilement reconnaissable aux couleurs de son plumage.
Cet oiseau est protégé par la Convention de Washington (Annexe II) et l'arrêté ministériel du 15 mai 1986 listant les espèces d'oiseaux protégées en Guyane.
Il vit dans les plaines de la moitié nord de l'Amérique du sud.

## Description

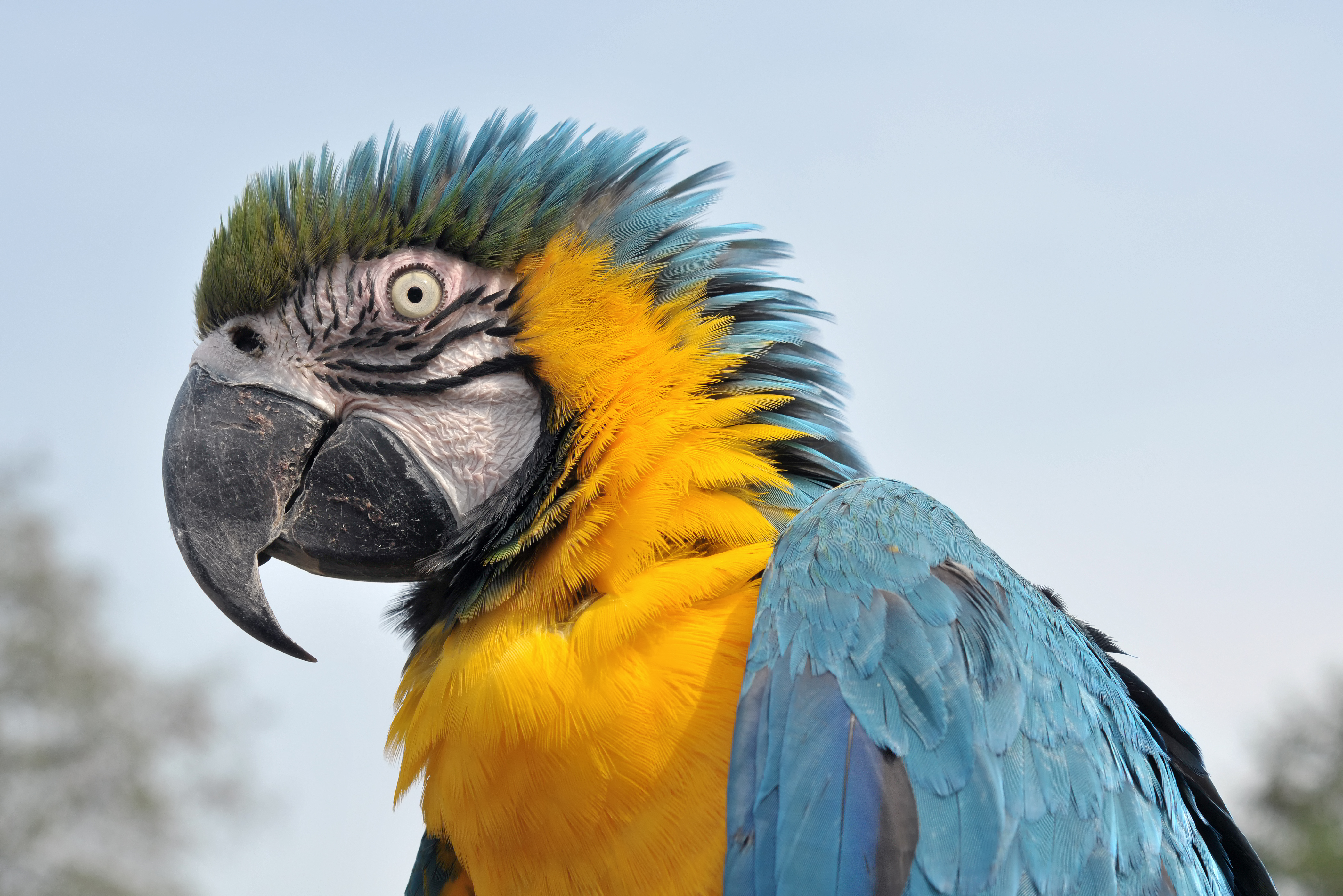
Parc ornithologique de Walsrode

Il mesure environ 90 cm de long et son envergure est de 104 à 114 cm. Il pèse environ 1,3 kg. La durée de vie du ara bleu est de 30 à 40 ans dans son milieu naturel et peut aller jusqu'à 60 ans en captivité. Le dessus est bleu turquoise et le dessous jaune d'or. Le front et la calotte sont bleu-vert. Les sous-caudales sont jaune bleuté. Un collier noir est présent sous la face. Les joues blanches sont dénudées mais marquées cependant de quelques stries de plumes noires. Les yeux sont jaunes, le bec et les pattes noirs. La femelle est plus petite et plus claire que le mâle.

## Habitat et distribution
Son aire s'étend du sud-est du Panama à l'État de São Paulo. Il fréquente notamment des régions de Mauritia flexuosa.

## Comportement
Cette espèce vit en couple ou en bandes qui regroupent une vingtaine d'individus. Les couples restent formés à l'intérieur des bandes, même en vol.

## Reproduction

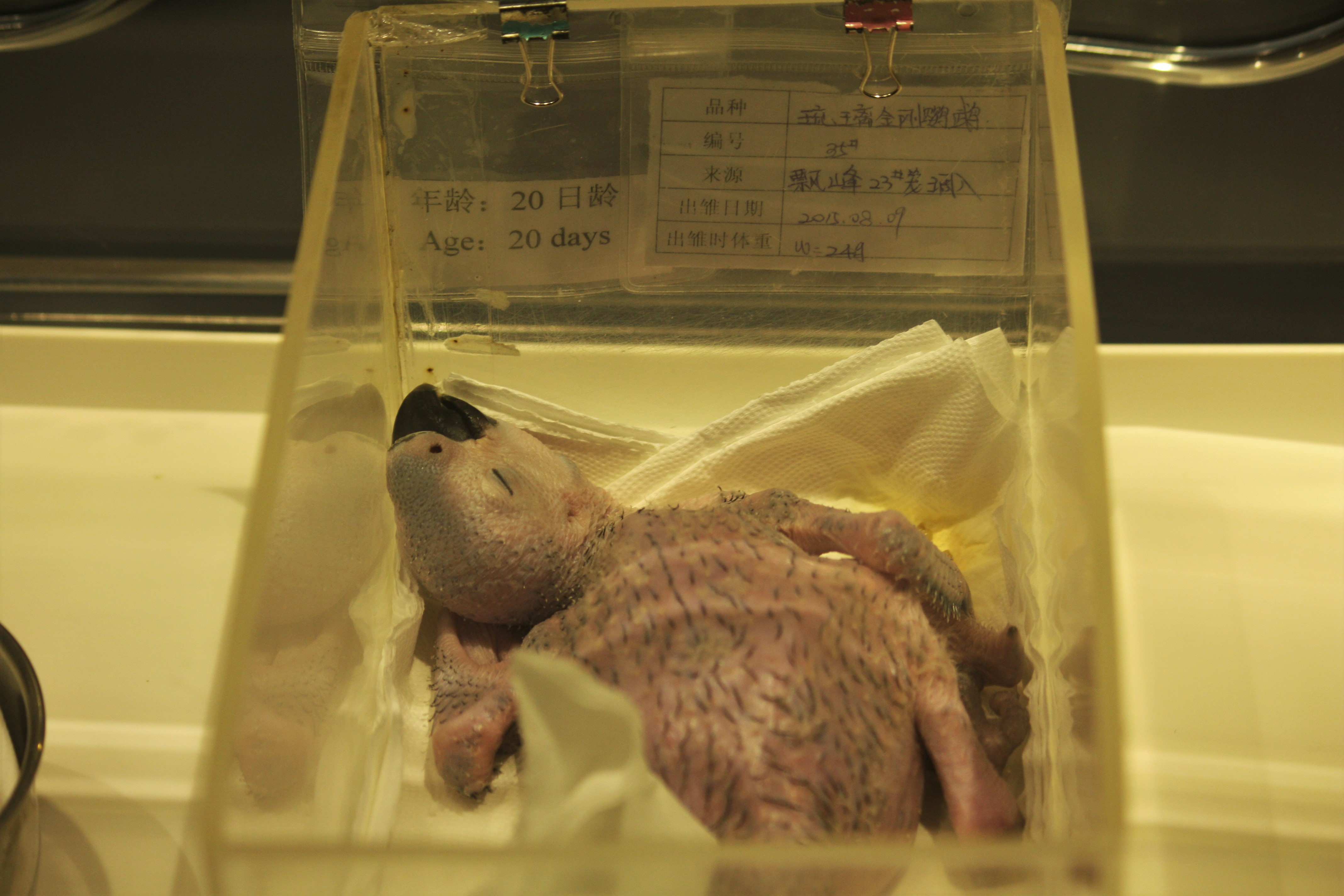
Âgé de 20 jours

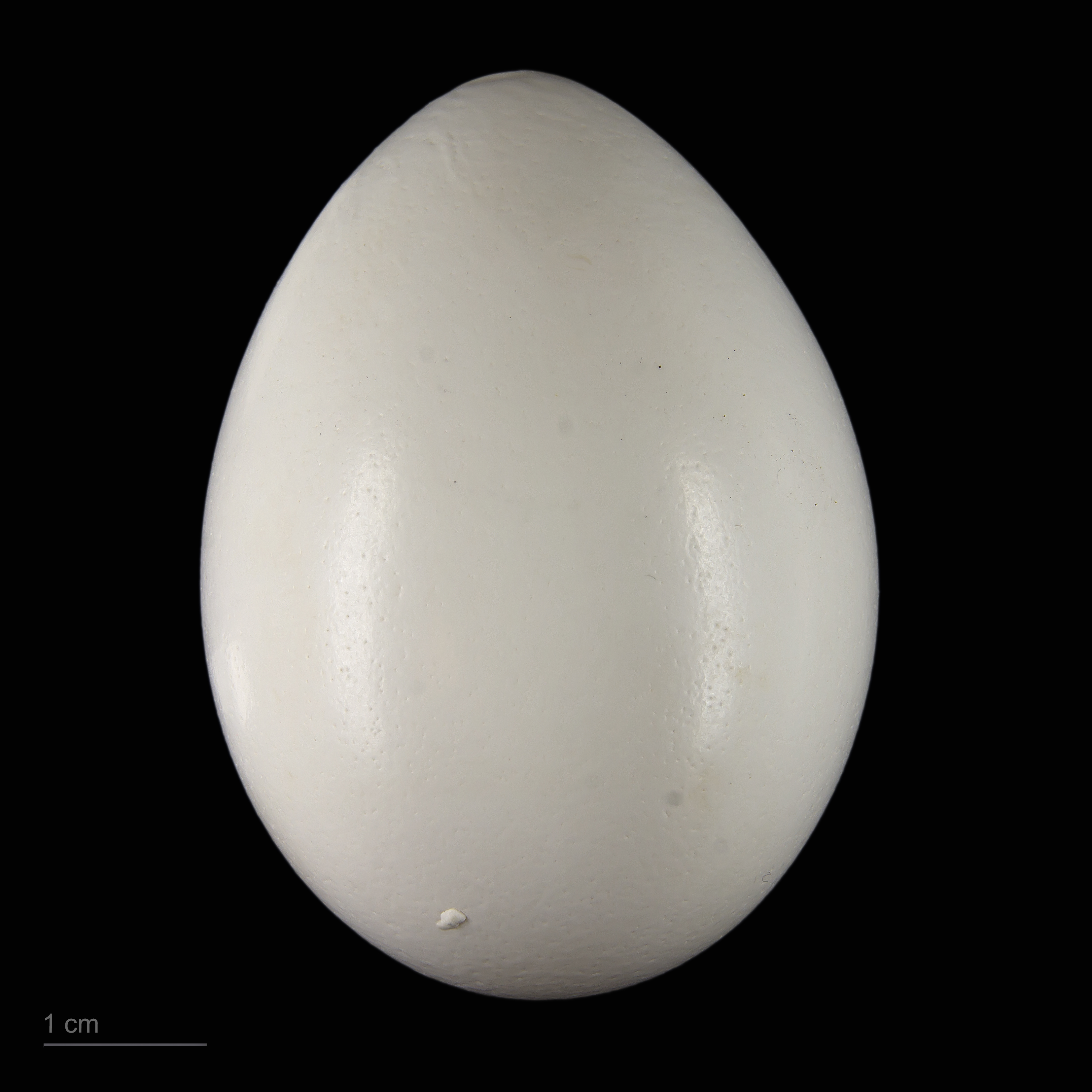
Œuf d’Ara ararauna (muséum de Toulouse)

Cet oiseau niche dans des trous de palmiers secs.
Les aras à gorge bleue se reproduisent de manière sexuée. La ponte est de 2 à 4 œufs. L'incubation dure 28 jours. Les jeunes quittent le nid 3 mois environ après l’éclosion, mais les parents continuent à les nourrir jusqu'à l'âge de 6 à 8 mois. La maturité sexuelle est atteinte vers l'âge de 4 ans.
La reproduction en captivité est possible.

## Alimentation
L'ara bleu se nourrit principalement de grains, de noix et de fruits (e.g. Spondias, Terminalia, Hura, Enterolobium, Inga, Parkia, Platypodium). Il consomme également de l'argile.

## Menaces
Cet oiseau a pour prédateurs de grands rapaces tels que la harpie huppée ou encore la harpie féroce. Toutefois, sa principale menace est l'homme, via la déforestation et la capture pour la revente.

## Captivité
La ménagerie du Jardin des plantes de Paris détient sept spécimens (Réf vidéo).
Comme tous les grands aras, il nécessite une détention en grande volière pour répondre à ses besoins de vol (> 12 m²).